# Neoseiulus vehementis
Neoseiulus vehementis är en spindeldjursart som först beskrevs av Muhammad Sharif Khan och Mohammad Nazeer Chaudhri 1969.  Neoseiulus vehementis ingår i släktet Neoseiulus och familjen Phytoseiidae. Inga underarter finns listade i Catalogue of Life.